# Эрдели, Александр Семёнович
Александр Семёнович Эрдели (1825—1898) — губернатор Херсонской губернии, тайный советник.

## Биография
Правнук Павла Семёновича Эрдели, вступившего в русскую службу в 1755 году и ставшего основателем русского дворянского рода. Род Эрдели был внесён во II часть родословной книги Херсонской губернии, но герб был «Высочайше утверждён» только в 1893 году.
В Георгиевской церкви села Эрделиевка «16 августа 1825 года рождён и крещён Александр сын помещика коллежского асессора Семёна <Яковлевича> Эрдели и его жены Параскевы <Ивановны>. Восприемником был помещик подполковник Владимир Эрдели».
Окончил в 1844 году Ришельевский лицей. Затем был «в военной службе, по кавалерии».
С 10 марта 1848 по 4 мая 1865 года был в отставке. С 1865 года он «стоял у истоков южнороссийского земства, сначала уездного, потом и губернского. При его участии началось становление системы земского образования и медицины. Одновременно с этим он состоял мировым судьёй Елисаветградкого уезда». В 1874 году был назначен на должность Херсонского губернатора.
С 1 января 1876 года состоял в чине действительного статского советника. Был награждён орденом Св. Станислава 1-й степени (1879). В 1892 года произведён в тайные советники.
Умер в 1898 году.

## Семья
Жена (с 10.11.1850): Анна Викторовна, урожд. Лутковская. За женой было 3700 десятин земли в Херсонской губернии; за А. С. Эрдели числилось ещё 1600 десятин земли.
Их дети: Александр (1851—1894), Виктор (1852—?), Владимир (1853—?), Николай (1856—?), Елена (1870—?), Мария (1873—?).
Внучка — знаменитая арфистка Ксения Эрдели.